# Dorymyrmex fusculus
Dorymyrmex fusculus is een mierensoort uit de onderfamilie van de Dolichoderinae. De wetenschappelijke naam van de soort is voor het eerst geldig gepubliceerd in 1922 door Santschi.